# 캐서린 옥센버그
캐서린 옥슨버그(영어: Catherine Oxenberg, 1961년 9월 22일 ~ )는 미국의 배우이다. 페타르 2세 재위기에 유고슬라비아 왕국의 섭정이었던 파블레 카라조르제비치의 딸 옐리사베타의 장녀이다. 아버지는 미국인 사업가 하워드 옥슨버그이다.
켄트 공작 에드워드에게는 5촌 조카가 되며(외할머니 올가 공주의 조카), 영국 국왕 찰스 3세, 스페인 왕대비 소피아, 그리스 왕국의 마지막 국왕 콘스탄티노스 2세, 루마니아 왕국의 마지막 국왕 미하이 1세에게는 7촌 조카(올가 공주가 찰스 3세의 아버지 에든버러 공작 필립과, 소피아 왕대비와 콘스탄티노스 2세의 아버지 파블로스, 미하이 1세의 어머니 엘레니의 친사촌)이고, 스페인 국왕 펠리페 6세와 영국의 윌리엄 왕세자과는 8촌 지간이다.

## 출연 작품
- 하이어 미션 (2015)
- 잠자는 숲속의 미녀와 야수 (2014, Sleeping Beauty)
- 11 세컨즈 (2013)
- 스타쉽 트루퍼스 3 (2008)
- 아웃 오브 프랙티스 (2005)
- 레블레이션 (2004)
- 미라클 오브 더 카드 (2001)
- 플라잉 더치맨 (2000)
- 레저렉션 2 (2000)
- 더 콜렉터 (1999)
- 스릴 씨커 (1999)
- 오메가 코드 (1999)
- 할리퀸 - 위험한 미인 (1994)
- 아카풀코 해변수사대 (1993)
- 은밀한 정사 (1992)
- 돌아온 스콜피오 (1990)
- 위험한 노출 (1990)
- 수영복 (1989)
- 백사의 전설 (1988)
- 로마의 휴일 (1987)

### 텔레비전
- 특수공작원 아이언맨 (1984)
- 사랑의 유람선 (1984. 1986)
- 다이너스티 (1984-86)